# هیلزدیل (نیوجرسی)
هیلزدیل (به انگلیسی: Hillsdale) شهری در ایالت نیوجرسی کشور ایالات متحده آمریکا است که جمعیت آن در سرشماری سال ۲۰۱۰ میلادی، ۱۰٬۲۱۹ نفر بوده‌است.